# Gråbrødre Kloster (Næstved)
 For alternative betydninger, se Gråbrødre Kloster. (Se også artikler, som begynder med Gråbrødre Kloster)
Gråbrødre Kloster var et franciskanerkloster i Næstved cirka 1240-1536, hvor Axeltorv senere kom til at ligge. Det blev oprettede grevinde Ingerd af Regenstein. I 1533 blev klostret besat af Mogens Gøye og byens borgere. Efter reformationen blev klostret skænket til byen af kong Christian 3., hvorefter det blev revet ned. Den tilhørende kirke blev ligeledes fjernet i 1553, og der blev opstillet en kag, hvor kirkens alter tidligere havde stået.